# Герн, Жюль де
Барон Жюль де Герн (фр. Jules de Guerne; 20 августа 1855, Дуэ — 21 июня 1931, Париж) — французский естествоиспытатель, зоолог и географ, путешественник. Президент Зоологического общества Франции (1890). Член Французского географического общества.
Совершил исследовательские путешествия в Гренландию, Лапландию и на Мадагаскар. Позже работал директором географического института Монако.

## Избранные труды
- Catalogue des mollusques testaces recueillis pendant la mission de Laponie. Le Varangerfjord. (1886)
- Excursions Zoologiques Dans Les Iles De Fayal Et De San Miguel: Acores (1888)
- Sur la faune des eaux douces du Groenland (1889)
- Resultats Des Campagnes Scientifiques Accomplies Sur Son Yacht Par Albert Ier, Prince Souverain de Monaco
- Canthocamptus grandidieri, Alona cambouei, nouveaux entomostracés d’eau douce de Madagascar (1893)

## Награды
- Офицер ордена Почётного легиона